# Torre del Moro (Torrevieja)
La torre del moro o del Cabo Cervera es una torre de vigilancia costera construida en una colina situada sobre el cabo Cervera en Torrevieja, España.

## Descripción

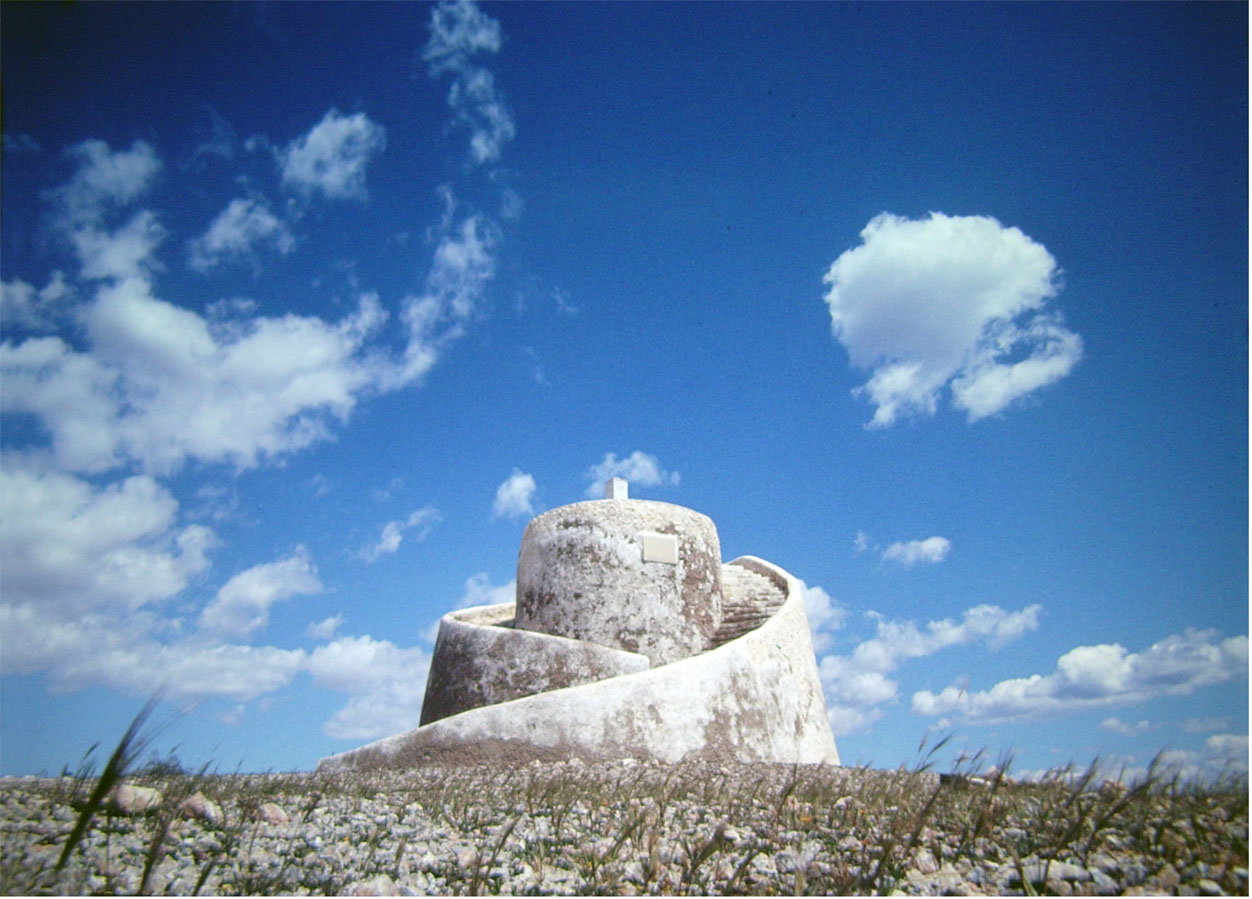
Vista de la torre en 1980.

Se encuentra situada en el cabo Cervera a unos cinco kilómetros del centro de Torrevieja en la carretera costera con dirección a La Mata y a unos cien metros de la costa.
Su planta es circular, con forma trococónica y está construida con mampostería. Ha sufrido diversas reparaciones a lo largo de la historia, entre las dos últimas destacan: la realizada en 1960 y otra en 1994. La primera se corresponde en mayor medida con la construcción original, disponía de una escalera espiral hasta alcanzar su parte alta. En la restauración de 1994 se modifican los restos anteriores y se construye una torre almenada en la que destaca el escudo de la ciudad de Torrevieja.
Está declarada como Bien de interés cultural en 1985.

## Historia
La producción de sal en Torrevieja ha utilizado el transporte marítimo como un medio habitual, realizándose la carga en La Mata y posteriormente en la cala Cornuda, conocida como las eras de la sal. Las torres defensivas y de vigilancia formaron parte de las infraestructuras costeras en la zona del Cabo Cervera, las más importantes fueron la de Torrelamata que da nombre a la pedanía torrevejense y la torre-vieja que se encontraría próxima a la cala Cornuda y da nombre a la ciudad. 
El origen de este sistema de torres no está datado con exactitud, pero se sabe que en 1312 Jaime II autoriza al Consell de Orihuela a levantar una torre de vigilancia en el cabo Cervera (Cap Cerver en valenciano), sin embargo no se sabe si la torre que se levanta en 1320 se construye sobre otra anterior o es completamente nueva. Junto a la torre se podía encontrar en algunos momentos un pequeño grupo de soldados confiriéndole una función defensiva junto a la de vigilancia costera, de este modo en 1378 sufrió el ataque de dos galeras musulmanas necesitando el apoyo de la milicia urbana desplazada desde Orihuela para repeler el ataque. También desempeñó un papel en la guerra entre los reinos de Castilla y Aragón.
En 1407 se nombra como alcaide a Pere García que se encargaría de hacer fogatas cuando divisara al enemigo para poner en conocimiento de los mismos a los vigilantes del castillo de Orihuela. En 1415 el alcaide era Jaume Tora, en 1418 Jaume Esteve, en 1474 Joan d'Ayora.
La torre de La Mata se levanta de nuevo sobre antiguos restos en el siglo XVI, siendo reconstruida por el ingeniero militar Juan Bautista Antonelli. De esta época se supone la construcción de la torre del Moro, desempeñando el papel de torre de vigilancia de enlace entre la Torre-vieja y la torre de La Mata en el marco de la red de torres creadas para prevenir el ataque de los piratas berberiscos.